# Grasseiana
Grasseiana is een geslacht van vliesvleugeligen uit de familie Pteromalidae. De wetenschappelijke naam van dit geslacht is voor het eerst geldig gepubliceerd in 1968 door Abdurahiman & Joseph.

## Soorten
Het geslacht Grasseiana omvat de volgende soorten:
- Grasseiana boschmai (Wiebes, 1964)
- Grasseiana callosa Abdurahiman & Joseph, 1968
- Grasseiana calorai Wiebes, 1974